# Gerty Archimède
Gerty Archimède, Gerty Marie,Bernadette Archimède, (Morne-à-l'Eau (Guadalupe), 26 de abril de 1909-Basse-Terre, 15 de agosto) fue una abogada y política francesa.
Fue la primera mujer admitida en el Colegio de Abogados de Guadalupe en 1939, siendo la primera abogada de las Antillas Francesas.

## Trayectoria
Fue la hija mayor de cinco hermanas. Su madre fue Marie-Adélaïde Tamarin y su padre Justin Archimède, alcalde de Morne-à-l'Eau de 1912 a 1947.
Estudió en Morne-à-l'Eau y después en Pointe-à-Pitre. Tras obtener el bachillerato, trabajó en el banco de Guadalupe antes de cursar la licenciatura en Derecho, primero en Martinica y luego en París, en la Sorbona.
En 1945, fue elegida consejera general en la lista de la coalición proletaria social-comunista. Hasta 1965, representó a los cantones de Pointe-à-Pitre, Basse-Terre y Morne-à-l'eau.
En 1948, se afilió al Partido Comunista Francés (PCF), que la designó para ser su representante en numerosas conferencias en todo el mundo. En 1980, presidió el VII Congreso del Partido Comunista de Guadalupe.
Gerty Archimède fue elegida diputada de Guadalupe durante la primera legislatura de la Cuarta República. Miembro del grupo del PCF, ocupó un escaño desde 10 de novembre de 1946 hasta el 17 de abril de 1951.
En la Asamblea Nacional, fue miembro de la Comisión de Justicia y Legislación y de la Comisión de Territorios de Ultramar. También fue nombrada jueza suplente del Tribunal Superior de Justicia .
En 1947 fue ponente de la Comisión de Justicia y Legislación sobre el proyecto de ley para permitir el acceso de las mujeres a diversas profesiones de asistentes judiciales. Además, presentó varias propuestas de resolución sobre el tipo de cambio del franco de las Antillas y Guayana, sobre las medidas para la reconstrucción de los barrios incendiados de Pointe-à-Pitre (1948 y 1951), así como propuestas de ley para la amnistía de los delitos políticos en los departamentos de ultramar, para el mantenimiento en sus viviendas de los inquilinos u ocupantes de locales residenciales, o relativas a la equiparación de los salarios de los departamentos de ultramar con los de la región parisina.
Fue candidata en las elecciones legislativas de 1951, 1956, 1958 y 1967 aunque no obtuvo el escaño.
En 1952, se reincorporó al colegio de abogados de Guadalupe. En 1953 fue elegida teniente de alcalde de Basse-Terre, aunque continuaba sus actividades como abogada, antes de reemplazar al alcalde, Élie Chaufrein, durante un año en 1956  cuando este fue transferido al puesto de director del instituto de Alençon.
Militante feminista, creó una federación en Guadalupe, la Unión de Mujeres Francesas (cercana al PCF), para apoyar sus esfuerzos por lograr la aplicación de la seguridad social y el derecho a la jubilación para las mujeres. 
Gerty Archimède prestó juramento en Guadalupe el 18 de diciembre de 1939. Interrumpió su actividad como abogada durante su mandato como diputada, desde noviembre de 1946 hasta abril de 1951.
Participó en la defensa de los 16 de Basse-Pointe, junto a los abogados Georges Gratiant y Marcel Manville. El juicio, que se celebró en Burdeos del 9 al 13 de agosto de 1951, concernía a los 16 cortadores de caña martiniqueses acusados del asesinato de su administrador béké Guy de Fabrique. El veredicto fue la absolución general.
Fue elegida presidenta del Colegio de Abogados entre 1967 y 1970.

## Reunión con Angela Davis
En 1969, la activista estadounidense Angela Davis y varios de sus compañeros hicieron escala en Guadalupe, de regreso de una conferencia en Cuba, para dirigirse a Puerto Rico. Los libros que los cubanos llevaban como regalo a Puerto Rico, así como los pasaportes de algunos miembros de la delegación, fueron confiscados por la aduana francesa. A través del capitán del barco y de cubanos residentes en Guadalupe, la delegación se puso en contacto con Gerty Archimède, quien les ayudó, en los días siguientes, a negociar con los aduaneros, la policía y los jueces de la isla. En su autobiografía, Angela Davis relata este episodio y lo describe así:

Maître Archimède era una mujer alta, de piel oscura, ojos vivos y coraje indomable. Nunca olvidaré nuestro primer encuentro. Sentí que estaba en presencia de una gran dama. Ni por un instante dudé de que ella nos sacaría de nuestra mala situación. Pero estaba tan impresionada por su personalidad, por el respeto que inspiraba como comunista, incluso entre los colonialistas, que durante un tiempo nuestro problema me pareció secundario. Si hubiera escuchado solo mis deseos, me habría quedado en la isla para aprender todo lo posible de esta mujer.

## Reconocimientos

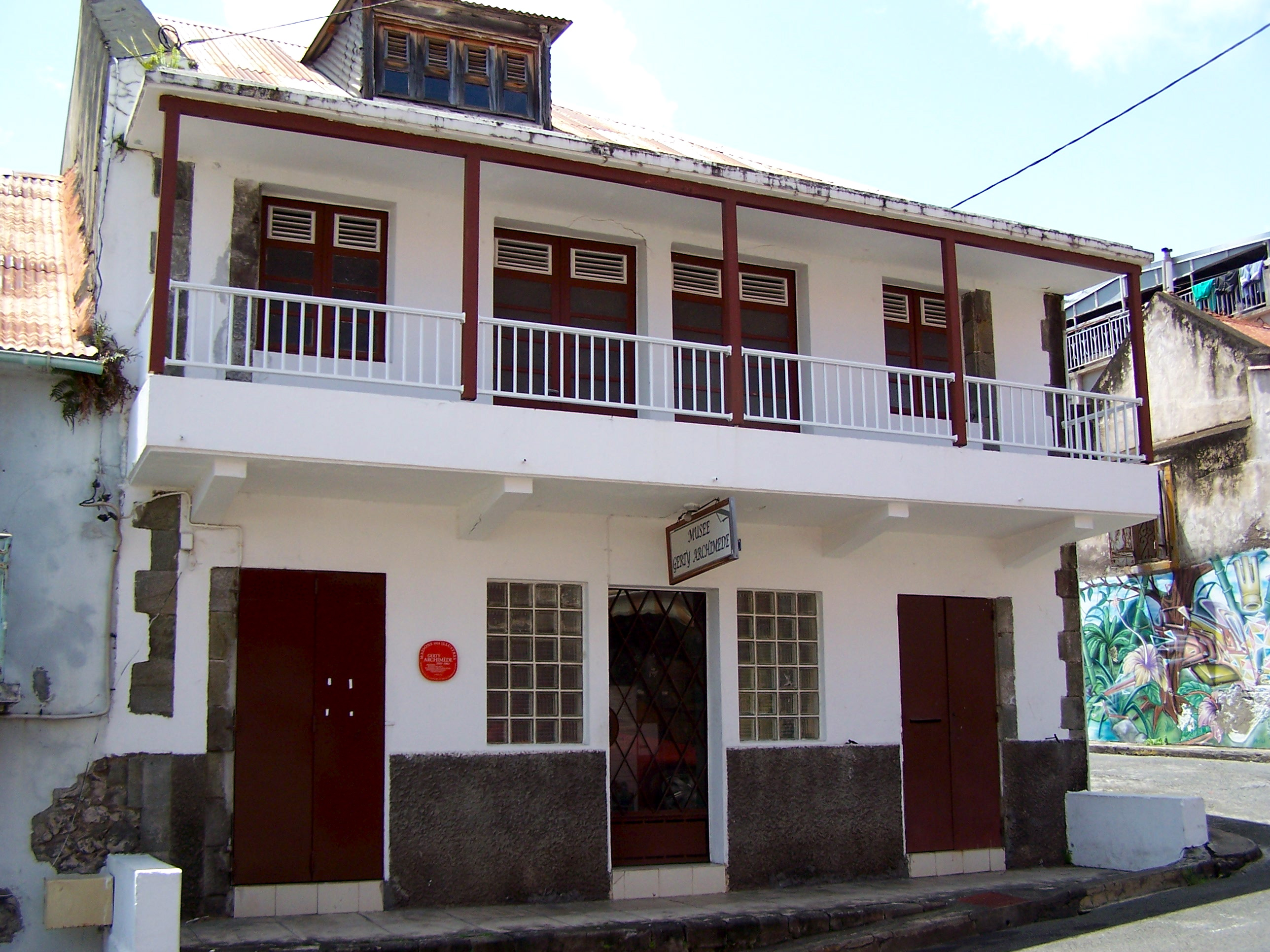
La casa-museo Gerty-Archimède, en 2013, en Basse-Terre.

- Un bronce en su memoria fue inaugurado el 13 de décembre de 2002 en el bulevar marítimo de Basse-Terre.
- En París, una calle lleva su nombre desde 2006, por deseo de los electos comunistas parisinos.[7]
- El Museo Gerty-Archimède está situado en su antigua casa, 27 rue Maurice Marie-Claire en Basse-Terre.
- El 14 de enero de 2007, el nuevo anfiteatro de la Universidad de las Antillas y Guyana en Saint-Claude recibió su nombre.
- Una plaza de Morne-à-l'Eau lleva su nombre, en la que hay un busto suyo.
- En 2019, la región de Guadalupe le rindió homenaje declarando el año “Año Gerty Archimède”.

## Cultura popular
Su encuentro en Guadalupe con Angela Davis inspiró a Alain Foix, su sobrino, a escribir la obra Pas de prison pour le vent (2006), dirigida por Antoine Bourseiller.